# Paul Butcher
Paul Matthew Hawke Butcher Paul Butcher Jr. (Los Angeles, 14 februari 1994) is een Amerikaans acteur. 
Butcher werd geboren in Californië als de zoon van Paul Butcher Sr., een voormalig speler in de National Football League. Paul Butcher werd voornamelijk bekend door zijn rol als Dustin Brooks, het broertje van Zoey Brooks in Zoey 101.

## Filmografie

### Film
- Landspeed (2002)
- Hollywood Homicide (2003)
- Reeker (2005)
- Imaginary Friend (kortfilm, 2006)
- My Neighbor Totoro (2006)
- Over the Hedge (2006)
- Barnyard (2006)
- Ice Age: The Meltdown (2007)
- Meet the Robinsons (2007)
- The Number 23 (2007)
- Surviving Sid (Korte film, 2008)

### Televisie
- Six Feet Under (2002)
- That '70s Show(2003)
- NYPD Blue (2004)
- Bones (2005)
- King of the Hill (2006)
- The King of Queens (2006-2007)
- Without a Trace (2006-2007)
- Avatar: The Last Airbender (2007)
- Zoey 101 (2005-2008)
- Criminal Minds (2009)

## Prijzen
- 2006 - Young Artist Award voor Beste jonge acteur in Zoey 101
- 2007 - Young Artist Award voor Beste jonge acteur in Zoey 101
- 2008 - Young Artist Award voor Beste jonge acteursstem  in Meet the Robinsons